# Horia Sima

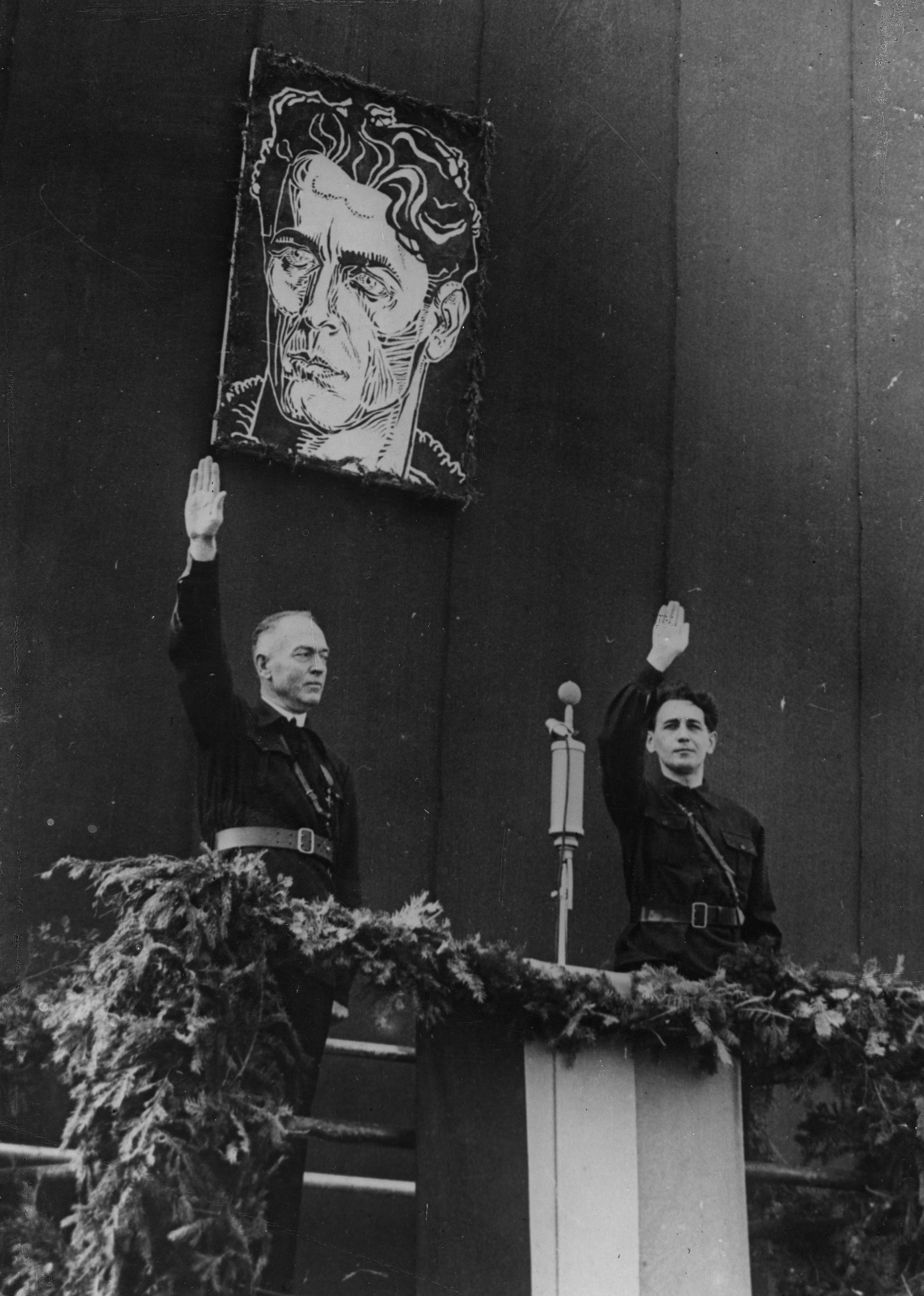
Ion Antonescu och Järngardets ledare Horia Sima under ett möte år 1940. Bakom dem syns ett porträtt föreställande Corneliu Zelea Codreanu.

Horia Sima, född 3 juli 1907 i Mândra, död 25 maj 1993 i Madrid, var en rumänsk fascistisk politiker och blev den andre ledaren av Järngardet, efter att dess grundare och ledare Corneliu Zelea Codreanu hade mördats 1938.

## Biografi
Horia Sima var mellan åren 1926 och 1932 student vid Bukarests universitet. Vid 20 års ålder blev han legionär i Järngardet; han blev också ledare för ett av deras "nästen", olika grupper av legionärer i olika städer som leddes av "nästesledare". Han ingick i Codreanus nära vänskapskrets och gjorde sig känd som en fanatisk antisemit och fascist redan i tonåren.
När kung Carol II beordrade polisen att gripa så många aktivister ur Järngardet som möjligt (sedan mördades deras ledare Codreanu tillsammans med ett stort antal övriga ledare och kända legionärer i organisationen) för att stoppa deras verksamheter gick Horia Sima i exil i utlandet. Efter det att Codreanu hade mördats av militärpolisen 1938 återvände Horia Sima till Rumänien och utsågs då till ledare för Järngardet. Codreanus bröder var dock inte nöjda med detta och försökte få honom att avgå, något som inte lyckades, och Sima förblev ledare.
När kung Carol II abdikerade i september 1940 hade Järngardet vuxit från att vara en liten militant kristen grupp, som verkade vid universiteten, till att bli det tredje största partiet i Rumänien (partiets namn var Allt för Fäderneslandet, Totul Pentru Tara eller förkortat TPT), och det hade vunnit stort stöd bland många av landets bönder, intellektuella och studenter under åren. Ion Antonescu fick efter Carol II:s avgång makten som premiärminister med diktatoriska rättigheter och han slöt en pakt med Järngardet. Den nya fascistregimen fick namnet Den Nationella Legionärsstaten och Järngardet fick verka relativt fritt under Antonescus styre, där Horia Sima var vice premiärminister. Antonescu bildade också pakt med Hitler och Nazityskland och de samarbetade med att deportera rumänska judar till Tysklands förintelseläger under andra världskriget.
Några år före sin död hade Codreanu lovat sina legionärer hämnd för de mord och fängslanden den förra regimen hade utfört mot Järngardet och sagt till sina medlemmar att när de får makten så skall en särskild domstol sättas upp och döma alla dem som har gjort sig skyldiga till "landsförräderi" till döden. Nu med den nya fascistregimen kunde Järngardet utkräva denna brutala och massiva hämnd på alla som kunde kopplas till Carol II:s regim. Som ledare beordrade nu Sima omfattande pogromer mot den judiska befolkningen och konfiskering av judars egendom. Hela judiska kvarter sattes i brand och tusentals judar misshandlades eller sköts ihjäl. Politiker, poliser och militärer som tidigare hade stått emot Järngardet straffades nu för landsförräderi och arkebuserades under Jilava-massakern i november 1940. Ett stort antal aktiva socialister och kommunister och andra som sågs som fiender till fascisternas stat greps och avrättades.
Horia Sima och Ion Antonescu hedrade tillsammans Codreanu och andra döda Järngardet-ledare i parader och syntes ofta tillsammans vid tal till folket eller stora parader, men det rådde dock interna bråk mellan dem båda och Järngardet var inte nöjda med Antonescus regim. När Järngardet under ledning av Horia Sima gjorde uppror under tre dagar i landet och ett mindre inbördeskrig mellan hundratusentals legionärer och Antonescus soldater bröt ut sade Antonescu åt Hitler att han skulle välja vilka som skulle fortsätta ha makten i Rumänien – Antonescus regim eller Järngardets. Hitler valde Antonescu som ledare för landet och vid samma tid började Antonescu alltmer försöka hejda och sätta stopp för Sima. Till slut kvästes Järngardets uppror och Sima flydde till Tyskland men fängslades där och tillsammans med flera tusen legionärer som deltagit i striderna fråntogs han all makt. Han sattes i en särskild, human avdelning i koncentrationslägret Buchenwald med ett flertal andra Järngardet-medlemmar. Efter det att Antonescu störtats i augusti 1944 och Rumänien bytt sida i andra världskriget släpptes Sima fri. En rumänsk exilregering bildades och Sima blev dess ledare. Exilregeringen lyckades rekrytera rumäner som befann sig på axelmaktskontrollerat område till Waffen-SS. Vid krigsslutet 1945 flydde Horia Sima till Spanien. Han dog år 1993 och gravsattes bredvid sin hustru Elvira i Torredembarra i närheten av Barcelona.